# Nick Fury (Marvel Cinematic Universe)
Nick Fury è un personaggio interpretato da Samuel L. Jackson nel media franchise del Marvel Cinematic Universe (MCU), basato sull'omonimo personaggio di Marvel Comics. Fury è il direttore dello S.H.I.E.L.D. che crea e mette in atto l'iniziativa Vendicatori per difendere la Terra.
Al 2022, Fury è apparso in undici film del Marvel Cinematic Universe, a partire dalla scena dopo i titoli di coda di Iron Man (2008). È apparso anche in due episodi della serie televisiva Agents of S.H.I.E.L.D. (2013–14). Versioni alternative del personaggio appaiono nella serie animata su Disney+ What If...? (2021). Fury appare nel film The Marvels (2023) e come protagonista nella miniserie televisiva Secret Invasion (2023). Prima della creazione del MCU, la Marvel Comics ha utilizzato proprio Jackson come modello per il nuovo design del personaggio per Ultimates.

## Biografia del personaggio

### Primi anni
Nicholas Joseph Fury nacque a Huntsville, in Alabama, il 4 luglio 1950. Dopo essersi diplomato al liceo, si arruolò nell'esercito degli Stati Uniti, fino a raggiungere il grado di colonnello. In seguito lasciò l'esercito per unirsi alla Central Intelligence Agency, dove prestò servizio come spia durante la guerra fredda. Successivamente fu reclutato nell'agenzia di spionaggio segreta S.H.I.E.L.D..
Nel 1995 Fury, con il collega Phil Coulson, viene inviato a Los Angeles per indagare sullo schianto di una donna proveniente dallo spazio. Fury apprende che la donna, di nome Vers, appartiene alla razza aliena dei Kree e si trova ad uccidere uno Skrull che cerca di spacciarsi per Coulson. Talos, il comandante degli Skrull, si camuffa in Keller, il capo di Nick, e gli ordina di tenere d'occhio Vers. Fury accompagna la donna in una base dell'aeronautica militare dove si dirige per indagare sul suo passato e scoprono che il vero nome di Vers è Carol Danvers, una pilota data per morta nel 1989 mentre testava un motore a reazione sperimentale progettata dalla dottoressa Wendy Lawson. Fury informa lo S.H.I.E.L.D. della loro posizione e, così facendo vengono braccati dagli Skrull; Fury e Carol scappano in Louisiana per incontrare Maria Rambeau, ex pilota e migliore amica di Danvers; vengono poi raggiunti da Talos, che rivela loro che gli Skrull sono dei profughi di una guerra causata dai Kree. Il gruppo individua il laboratorio di Lawson in orbita attorno alla Terra, dove si trovano nascosti diversi Skrull (tra cui la famiglia di Talos) e il Tesseract, fonte di energia mistica che ha concesso a Carol i suoi poteri. Fury, Danvers, Rambeau e Talos si dirigono sul posto con Goose, la gatta della dottoressa Lawson, ma vengono catturati dai Kree. Nella battaglia che ne segue, Danvers libera i suoi poteri e Fury, Rambeau e Talos la aiutano a recuperare il Tesseract e a sconfiggere i Kree. Di ritorno sulla Terra Goose, che in realtà è un alieno della razza flerken, graffia l'occhio sinistro di Fury, accecandoglielo. Carol decide di partire per lo spazio per aiutare gli Skrull a trovare un nuovo pianeta da abitare e consegna a Nick un cercapersone modificato con cui contattarla in caso di emergenza. Resosi conto dell'esistenza di minacce aliene per la Terra, Fury elabora un'iniziativa volta a creare una squadra speciale composta da individui potenziati come Danvers, intitolata "Progetto Avengers" dal soprannome di Carol all'Air Force.
Nel 1997, Fury incontra di nuovo gli Skrull, ancora senza una casa. Lui e Talos tengono un incontro con la moglie di Talos, Soren , la loro figlia G'iah e altri rifugiati Skrull tra cui Varra, che lo presenta a Gravik. Dice loro che lui e Danvers manterranno la promessa di trovare loro una casa se, in cambio, aiuteranno a proteggere la Terra. Poco dopo, Varra assume l'identità di un'umana di nome Priscilla e si sposa con Fury.
Successivamente, Fury diventa il vice capo della stazione di Bogotà dello S.H.I.E.L.D., dove dimostra il suo valore progettando il salvataggio di ostaggi catturati dai ribelli colombiani presso l'ambasciata del paese, inclusa la figlia dell'allora direttore dello S.H.I.E.L.D. Alexander Pierce, spingendo Pierce a nominarlo direttore dello S.H.I.E.L.D. quando lui si dimette per entrare a far parte del Consiglio di sicurezza mondiale.

### Gli Avengers e la battaglia di New York
Nel 2010, Tony Stark rivela in diretta televisiva di essere il supereroe Iron Man. Fury gli fa visita rimproverandolo per il suo comportamento avventato e gli parla del progetto Avengers.
Sei mesi dopo, nel 2011, Fury invia la spia russa dello S.H.I.E.L.D. Natasha Romanoff a tenere d'occhio Stark, per controllare il suo comportamento sregolato affinché si verifichi se possa far parte della squadra. Tony deve affrontare il criminale Ivan Vanko e Fury gli spiega alcuni resoconti su suo padre, Howard Stark, consegnandogli dei materiali registrati relativi al genitore. Grazie a essi, Stark riesce a sintetizzare un nuovo elemento per il suo reattore ad arco, ponendo fine all'avvelenamento da palladio che lo stava portando alla morte. Successivamente, Fury comunica a Tony che intende assumerlo solo come consulente degli Avengers a causa della sua condotta indisciplinata.
Nel 2011, Fury assume il dottor Erik Selvig per studiare il Tesseract e supervisiona il risveglio di Steve Rogers nella società moderna dopo decenni di ibernazione.
Nel 2012, Nick assiste a degli esperimenti condotti sul Tesseract da Selvig con i colleghi Coulson, Clint Barton e Maria Hill; l'asgardiano Loki si teletrasporta nella base tramite un portale aperto da Tesseract, prende il controllo di diversi agenti, tra cui Barton e Selvig, e se ne va dopo aver rubato il Cubo Cosmico e distrutto l'edificio. Fury convoca Romanoff, Stark, Rogers e Bruce Banner affinché combattano Loki, ma la neonata squadra presenta dei dissidi a causa delle diverse personalità ed etica dei suoi membri. Durante un altro attacco di Loki, Coulson resta ucciso e Fury utilizza la sua morte per motivare gli Avengers a unirsi per fermare l'invasione degli alieni Chitauri che Loki ha scatenato a New York; al gruppo si uniscono Barton (liberatosi dal controllo mentale) e Thor, fratello di Loki. Fury controlla la battaglia a distanza, cercando di impedire al Consiglio di Sicurezza Mondiale di sganciare delle bombe nucleari sulla città nel tentativo di fermare l'invasione.
In seguito alla conclusione della battaglia, Fury convince il Consiglio dell'importanza degli Avengers per proteggere la Terra da eventuali altre minacce e autorizza l'uso della tecnologia aliena per riportare in vita Coulson.

### L'Hydra e Ultron
Nel 2014, Fury supervisiona Rogers, diventato un agente dello S.H.I.E.L.D., rivelandogli di aver realizzato il progetto Insight, consistente in tre elivelivoli armati collegati a satelliti spia volti a eliminare preventivamente eventuali minacce, in grado di uccidere mille bersagli al minuto e di rintracciare determinate vittime attraverso il DNA in qualsiasi parte del mondo. Poche settimane prima del completamento del progetto, Fury si insospettisce e assume un mercenario algerino, George Batroc, per dirottare una nave dello S.H.I.E.L.D., la Lemurian Star, così da consentire a Romanoff di salire a bordo per recuperare i dati relativi a Insight. La spia riesce nell'intento, ma Fury non riesce a decifrare i dati e si insospettisce ulteriormente, pertanto convince Pierce a ritardare il progetto. Poco dopo, mentre si trova in auto, Fury viene attaccato da alcuni sicari dell'Hydra; Nick capisce che l'organizzazione criminale si è infiltrata nello S.H.I.E.L.D. fino a prenderne il controllo. Raggiunge Rogers e gli consegna una chiavetta per indagare, dopodiché viene apparentemente ucciso dall'assassino più letale dell'Hydra, il misterioso Soldato d'Inverno. Successivamente si scopre che Fury ha solo simulato la propria morte grazie a una droga progettata da Banner, che gli ha rallentato il battito cardiaco, nascondendosi in un posto sicuro con Hill e pochi altri agenti fidati. Rogers e Romanoff, con il loro nuovo alleato Sam Wilson, vengono portati al suo cospetto e insieme elaborano un piano per fermare i piani dell'Hydra di sfruttare Insight per uccidere vari oppositori in tutto il mondo. Dopo la scoperta che Pierce è in realtà un membro dell'Hydra, Fury e Romanoff lo costringono a sbloccare il database dello S.H.I.E.L.D., così da divulgare informazioni riservate per esporre l'Hydra pubblicamente. Fury rivela che, sebbene Pierce avesse cancellato la scansione della retina di Fury dal sistema, lui aveva una scansione di riserva dell'occhio mutilato. In seguito allo smantellamento dello S.H.I.E.L.D., Fury decide di continuare a fingersi morto per andare segretamente in Europa a continuare la caccia a vari sottogruppi dell'Hydra rimasti.
Una volta sventato il piano dell'Hydra di controllare il mondo, Fury continua ad assistere i vari agenti rimasti allo S.H.I.E.L.D.; durante una missione, salva Leo Fitz e Jemma Simmons dall'annegamento nel mezzo dell'oceano e fornisce a Coulson una pistola ricavata dal Distruttore con cui eliminare i soldati nemici. I due si confrontano con John Garrett e Deathlok e Coulson uccide Garrett; Phil critica Fury per averlo rianimato e Fury afferma di apprezzarlo tanto qualsiasi Avenger, in quanto rappresenta il cuore e il centro morale dello S.H.I.E.L.D., dopodiché lo nomina nuovo direttore dell'organizzazione, incitandolo a ricostruirla da zero e consegnandogli alcuni dati utili.
Nel 2015, Fury torna in America e va nella fattoria di Barton, dove gli Avengers si sono radunati per riprendersi in seguito ai traumi inflitti loro da Wanda Maximoff, per incoraggiarli a reagire e aiutarli a organizzare un piano per fermare Ultron. Durante la battaglia tra gli Avengers e Ultron a Sokovia, Fury interviene con Hill, altri ex agenti dello S.H.I.E.L.D. e James Rhodes, usando l'elivelivolo originale per aiutare gli eroi evacuando i civili. Successivamente, supervisiona il trasporto degli Avengers alla loro nuova base.
In seguito, Coulson rivela ai suoi colleghi che lui e Fury avevano riparato l'elivelivolo originale, dotandolo di un dispositivo di sicurezza in caso di emergenza.

### Durante e dopo il Blip
Nel 2018, Fury e Hill stanno viaggiando ad Atlanta discutendo sulla posizione degli Avengers quando assistono agli effetti dello sterminio di Thanos, quando la gente attorno a loro comincia a sbriciolarsi in particelle di polvere. Anche Maria e Nick si dissolvono, ma prima Fury riesce ad attivare il cercapersone per convocare Captain Marvel.
Nel 2023, Fury e Hill tornano in vita grazie al Blip e partecipano al funerale di Stark, sacrificatosi per salvare la Terra da Thanos. Qualche tempo dopo, Fury va nello spazio su una nave Skrull e incarica Talos e Soren di impersonare lui e Maria sulla Terra. Nel 2024, Fury viene informato da Talos che Peter Parker ha ricevuto gli occhiali di Stark contenenti l'Intelligenza Artificiale E.D.I.T.H. e gli chiede di tornare sulla Terra in quanto comincia ad avere delle difficoltà a causa di quanto accaduto con Mysterio e perché la gente vuole sapere cos'è successo agli Avengers.

### Invasione degli Skrull
Nel 2025, Fury viene chiamato da Hill per tornare sulla Terra a causa della minaccia degli Skrull guidati da Gravik, che vogliono dominare la Terra. Si ricongiunge con lei, Talos e la sua vecchia amica Sonya Falsworth, che però rifiuta di collaborare con lui. Fury e i suoi alleati cercano di fermare un attentato dinamitardo a Mosca, ma vengono ingannati da Gravik e Maria viene uccisa. Dopo aver appreso da Talos che sulla Terra si trovano sotto mentite spoglie un milione di Skrull, Fury si separa da Talos e chiede aiuto a Rhodes, il quale, però, non gli crede e lo dimette dall'esercito. Fury si riunisce con Varra e Talos e, con l'aiuto di Falsworth e G'iah, impedisce un attacco missilistico sottomarino destinato a far scoppiare una guerra. Successivamente, mentre Fury e Talos portano in salvo il presidente Ritson da un attacco degli Skrull, Talos viene ucciso da Gravik. Fury e Sonya smascherano lo Skrull che ha preso il posto di Rhodey, mentre G'iah affronta Gravik e lo uccide. Con lo scatenarsi di una caccia agli Skrull sulla Terra su ordine del presidente Ritson, Fury torna con Varra sull'astronave SABER per negoziare la pace con i Kree.

## Versioni alternative
Diverse versioni alternative di Fury appaiono nella serie animata What if...?; il personaggio è sempre doppiato da Samuel L. Jackson.
- In un 2012 alternativo, Fury e Barton assistono all'apertura di un portare tramite il Tesseract e all'arrivo nel presente di Captain Carter.
- In un 2010 alternativo, Fury cerca di reclutare gli Avengers ma un assassino misterioso uccide Stark, Thor, Barton, Banner e Romanoff; collaborando con Loki, Fury si rende conto che il killer è Hank Pym, il quale ha assunto i panni del Calabrone e ha ucciso i potenziali membri del gruppo per vendicarsi dello S.H.I.E.L.D., in quanto sua figlia Hope Van Dyne (agente dell'organizzazione in questo universo) è morta durante una missione. In seguito all'arresto di Pym, Loki e gli asgardiani soggiogano la Terra con un discorso alle Nazioni Unite; ciò spinge Fury a chiamare Danvers e a risvegliare Rogers dai ghiacci per fermare gli asgardiani e mantenere viva l'ideologia degli Avengers. Qualche tempo dopo, durante una battaglia contro Loki, arriva in soccorso anche la Romanoff di un altro universo che sottomette Loki e Fury riconosce che non è dissimile alla Natasha defunta.
- In un 2010 alternativo, Thor e i suoi amici organizzano una festa inter galattica sulla Terra, rischiando la sua distruzione; Fury si dirige a Las Vegas per cercare di affrontare Thor, ma viene messo fuori combattimento quando Korg gli salta addosso, portando Maria a prendere temporaneamente il suo posto come direttrice dello S.H.I.E.L.D..

## Concezione e sviluppo

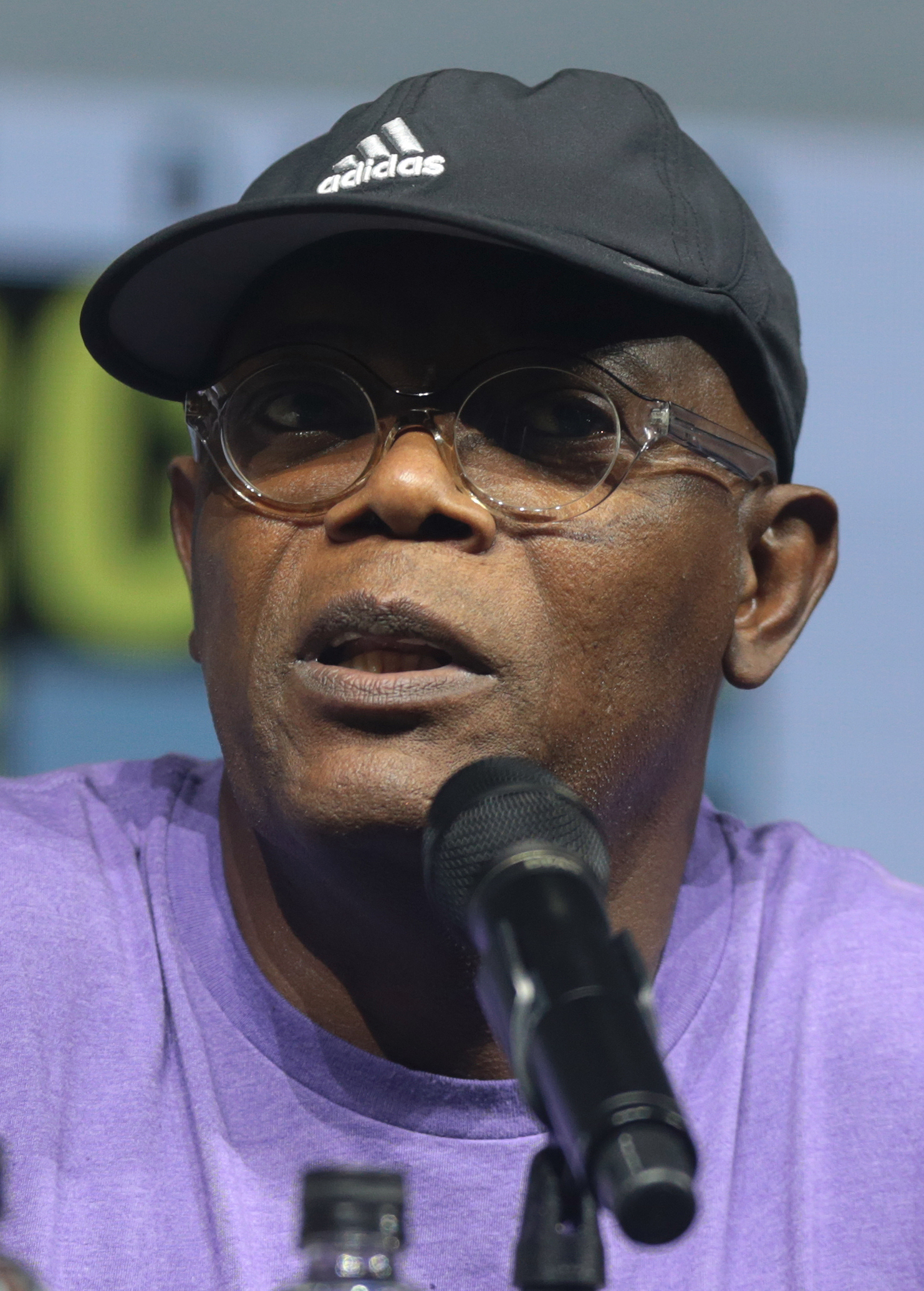
Jackson al San Diego Comic-Con del 2018

Fury è apparso originariamente nei fumetti americani della Marvel Comics, creato da Stan Lee e Jack Kirby. Comparve per la prima volta in Sgt. Fury and his Howling Commandos n. 1 (nel maggio 1963): la serie era ambientata durante la seconda guerra mondiale, durante una serie di combattimenti, e Fury era ritratto come il leader di un'unità d'élite dell'esercito statunitense con la tendenza a masticare sigari. Nel 1998, è stato realizzato un film per la televisione dalla Fox dal titolo Nick Fury, nel quale il personaggio protagonista è stato interpretato da David Hasselhoff; il film avrebbe dovuto essere il pilot per una possibile nuova serie tv, ma il progetto è caduto nel vuoto. Nel 2002, la Marvel Comics ha creato una versione "Ultimate" di Fury, basandosi per le fattezze su Samuel L. Jackson. Nonostante ciò, inizialmente i Marvel Studios pensarono di ingaggiare George Clooney per il ruolo; l'attore rifiutò dopo aver consultato i fumetti, ritenendo che Fury fosse un personaggio troppo violento. Secondo il commento audio del film del 2007 I Fantastici 4 e Silver Surfer, il regista Tim Story ha affermato che inizialmente nella storia sarebbe dovuto apparire Nick Fury, sostituito poi dal generale Hager (interpretato da Andre Braugher nel film), dal momento che la 20th Century Fox non possedeva i diritti del personaggio.
A metà degli anni 2000, Kevin Feige si rese conto che la Marvel possedeva ancora i diritti sui suoi personaggi principali, tra cui Fury. Feige, un "fanboy" autoproclamato, desiderava creare un universo condiviso come fecero Stan Lee e Jack Kirby con i loro fumetti nei primi anni sessanta. Nel 2004, David Maisel è stato assunto come direttore operativo dei Marvel Studios, in quanto aveva un piano per lo studio per autofinanziare i film. La Marvel ha stipulato una struttura del debito pro-soluto con Merrill Lynch, in base alla quale la Marvel ha ottenuto 525 milioni di dollari per realizzare un massimo di dieci film basati sulle proprietà dell'azienda in otto anni, garantiti da alcuni diritti cinematografici, per un totale di dieci personaggi, incluso Nick Fury.
A Jackson è stato offerto il ruolo di Nick Fury e l'attore ha firmato un contratto per realizzare nove film nel MCU. I termini del contratto si sono conclusi con la sua apparizione in Captain Marvel nel 2019, ma è stato confermato che Jackson avrebbe continuato a interpretare Fury in prodotti futuri.
Il Nick Fury del MCU differisce sotto numerosi aspetti dalla sua controparte cartacea: il personaggio originale era caucasico (sebbene la sua etnia fosse stata cambiata nei fumetti prima dell'inizio del MCU) e un veterano della seconda guerra mondiale che conosceva Capitan America e guidava gli Howling Commandos; inoltre, perse il suo occhio sinistro durante un attacco con delle granate in guerra; nei fumetti, Fury è stato in grado di rimanere attivo molti decenni dopo la guerra in quanto assume regolarmente una sostanza speciale che gli permette di invecchiare in modo innaturalmente lento. Il personaggio fumettistico è stato popolare per diversi decenni: nel 2011 si è classificato 33º nella lista dei cento maggiori eroi dei fumetti di IGN, e 32º nella lista dei 50 Avengers migliori.

## Accoglienza
In una recensione generalmente positiva di The Avengers , il recensore dell'Associated Press Christy Lemire ha lodato il ruolo di Fury. Recensendo The Winter Soldier, Todd McCarthy di The Hollywood Reporter ha affermato che il punto più interessante del film risiede nel confronto di due attori veterani come Jackson e Robert Redford (interprete di Alexander Pierce). Chris E. Hayne di GameSpot ha classificato Fury al 19º posto nella lista dei 38 supereroi del Marvel Cinematic Universe, riconoscendo il suo ruolo chiave nella creazione degli Avengers.
L'assenza di Fury nella Fase Tre del MCU è stata criticata e i fan e Jackson hanno espresso delusione per l'esclusione del personaggio da Civil War e Black Panther, nonostante l'ampio ruolo ricoperto da Fury in Captain Marvel. Scrivendo per Variety, Owen Gleiberman ha espresso un parere positivo sul Fury ringiovanito presente nel film, sia per i notevoli effetti visivi che per il carattere del personaggio, più leggero e vivace.
Lo stesso Jackson ama interpretare il personaggio: dopo aver ricevuto un Oscar onorario nel 2021, in un'intervista al Los Angeles Times ha osservato che preferisce il ruolo di Fury a quello di altri in quelli che ha descritto come " film caccia-statuette".

### Riconoscimenti
| Anno | Opera                               | Premio             | Categoria                          | Risultato | Riferimento |
| ---- | ----------------------------------- | ------------------ | ---------------------------------- | --------- | ----------- |
| 2008 | Iron Man                            | IGN Awards         | Miglior cameo                      | Vincitore | [ 22 ]      |
| 2011 | Thor                                | IGN Awards         | Cameo preferito                    | Candidato |             |
| 2014 | Captain America: The Winter Soldier | Saturn Awards      | Miglior attore non protagonista    | Candidato |             |
| 2019 | Captain Marvel                      | Teen Choice Awards | Miglior attore in un film d'azione | Candidato |             |

## Filmografia
- Fury viene introdotto nella scena post-credit di Iron Man dove si presenta a casa di Tony Stark per discutere dell'iniziativa Vendicatori.[23] In Iron Man 2 (2010), Fury manda Natasha Romanoff a spiare Stark fingendosi la sua nuova assistente, per giudicare se valga la pena reclutarlo per l'iniziativa, e aiuta Tony ad affrontare l'avvelenamento da palladio e Ivan Vanko. Alla fine del film, accetta di assumerlo come consulente per l'iniziativa.
- Fury fa delle brevi apparizioni anche nei film seguenti del 2011: nella scena dopo i titoli di coda di Thor, contatta Erik Selvig per chiedergli di condurre studi sul Tesseract, mentre in Captain America - Il primo Vendicatore raggiunge Steve Rogers al suo risveglio dall'ibernazione, informandolo che sono passati decenni dalla fine della guerra.
- In The Avengers (2012), Fury assiste con Clint Barton all'arrivo sulla Terra di Loki. Quando quest'ultimo si impossessa del Tesseract e declama le sue intenzioni di conquista, Fury decide, con Phil Coulson e Maria Hill, di avviare il progetto per formare una squadra di individui potenziati che possano salvare il pianeta da minacce provenienti dallo spazio; riunisce quindi Romanoff, Rogers, Stark, Barton, Bruce Banner e Thor per formare la squadra degli Avengers. Jackson ha notato che in tale film il suo ruolo è maggiore rispetto alle sue comparse precedenti e ha espresso piacere nell'interpretare un personaggio positivo in quanto si oppone a un personaggio negativo, affermando di averlo cercato di rendere onesto con la realtà che lo circonda. L'attore ha paragonato Fury a Ordell Robbie, da lui impersonato in Jackie Brown; lo ha definito "un bravo ragazzo con cui uscire, che semplicemente non vuoi fare arrabbiare".[24] Per il film, Jackson ha guadagnato 4-6 milioni di dollari.[25]
- Nel giugno 2013, Jackson ha espresso interesse nell'apparire nella serie televisiva del MCU Agents of S.H.I.E.L.D.:[26] in 0-8-4, Fury appare alla fine dell'episodio per rimproverare Coulson per i danni causati a un aereo dello S.H.I.E.L.D. durante un combattimento, ed esprime i suoi dubbi sulla lealtà di Skye.[27] Il produttore esecutivo Jeph Loeb ha detto "C'erano ovviamente un certo numero di posti in cui pensavamo che Nick Fury avrebbe avuto un grande impatto sullo show, ma più ne parlavamo, [più volevamo] farlo entrare il prima possibile, così avrebbe battezzare lo spettacolo, legittimandolo a modo suo"[28]. A causa della diffusione degli spoiler, è stato difficile per i creatori della serie mantenere una sorpresa il cameo di Jackson.[29]
- In Captain America: The Winter Soldier (2014),[30] Fury scopre che l'organizzazione criminale Hydra si è infiltrata nel corso dei secoli all'interno dello S.H.I.E.L.D., fino a prenderne segretamente il controllo. Dopo una serie di attentati alla sua vita, Fury finge la sua morte; riesce a sventare il piano dell'Hydra di dominare il mondo con l'aiuto di Rogers, Romanoff, Hill e Sam Wilson, dopodiché continua a far credere al mondo di essere deceduto per poter andare in Europa orientale a cacciare i residui dell'Hydra. Riguardo al discutibile codice etico mostrato da Fury nella storia, Jackson ha affermato: "Quasi tutto quello che esce dalla bocca di Nick Fury è, in un certo senso, una bugia. Deve chiedersi se sta mentendo anche a se stesso, ma la sua paranoia gli impedisce di crederci"[31]. Jackson ha espresso entusiasmo nell'interazione tra Fury e Captain America: "È fantastico averlo a che fare [Fury] con Captain America in termini di capacità di parlargli da soldato a soldato e cercare di spiegargli com'è cambiato il mondo mentre era congelato. Alcune delle persone che erano i nostri nemici ora sono nostri alleati, lui cerca di capire se ci si può fidare, e [Fury] gli deve spiegare che il bianco e nero dei buoni / cattivi ora si è trasformato in una zona d'ombra".[32] McFeely ha detto che Fury rappresenta un ostacolo per Steve, in quanto non sono sempre d'accordo sugli obiettivi dello S.H.I.E.L.D..[33] Gli sceneggiatori hanno dato a Fury un ruolo più importante in The Winter Soldier, in quanto, all'interno di una trama che mostrava lo smantellamento dello S.H.I.E.L.D., ritenevano che Fury avrebbe subito "il peso maggiore"; hanno voluto raffigurare un personaggio rappresentato fino a quel momento sicuro di sé e al comando come vulnerabile, per aumentare il senso di pericolo causato dalla cospirazione dell'Hydra.
- Fury appare nel finale di stagione di Agents of S.H.I.E.L.D., La fine del principio, che rappresenta le conseguenze degli eventi di The Winter Soldier.[34]
- In Avengers: Age of Ultron (2015), Fury si presenta alla fattoria di Barton dove gli Avengers si sono rifugiati per riprendersi dopo la sconfitta contro Wanda Maximoff e motiva la squadra a formulare un piano per impedire a Ultron di distruggere l'umanità. Riappare durante lo scontro finale insieme ad altri ex agenti dello S.H.I.E.L.D., usando un portaerei fornito loro da Coulson per mettere in salvo i civili di Sokovia mentre gli Avengers combattono Ultron. Jackson ha descritto il suo ruolo nel film come un cameo, spiegando che, come in The Avengers, si parla di "persone con i poteri che combattono altre persone che hanno i poteri" e che, pertanto, non c'era molto che Fury potesse fare se non "sparare con una pistola".[35]
- Ha una breve apparizione nella scena post-credit di Avengers: Infinity War (2018), dove viene visto diventare vittima del Blip con Maria Hill.
- Fury è il co-protagonista di Captain Marvel (2019), ambientato nel 1995, nel quale è un agente di basso livello dello S.H.I.E.L.D.[36] e non è ancora mutilato all'occhio.[37] Come spiegato da Feige, il film mostra il primo incontro di Fury con una supereroe, Carol Danvers,[38] evento che lo porterà a lavorare successivamente con gli altri eroi in futuro.[39] Jackson ha affermato che Fury, nel film, è un "novellino", e non ha ancora sviluppato il consueto cinismo nei confronti della burocrazia.[40] Lui e Danvers diventano "compatrioti" nel corso del film, imparando a fidarsi l'uno dell'altra.[41] Verso la fine del film, Fury perde l'occhio sinistro dopo essere stato graffiato dal flerken Goose ed è ispirato a creare l'iniziativa Avengers dal soprannome di Carol.[42] Per il ruolo, Jackson è stato ringiovanito digitalmente di 25 anni per tutta la durata del film.[43]
- In Avengers: Endgame (2019), un redivivo Fury viene visto partecipare al funerale di Stark con il resto degli Avengers.[44]
- Nella scena post-credit di Spider-Man: Far from Home (2019),[12] si scopre che Fury è in vacanza nello spazio su un'astronave Skrull, mentre sulla Terra lo Skrull Talos e sua moglie Soren lo hanno temporaneamente sostituito spacciandosi per lui e Hill, ingaggiando Peter Parker per fermare la minaccia degli Elementari.
- Nell'agosto 2020, l'attore Jeff Ward ha rivelato che lo showrunner di Agents of S.H.I.E.L.D. DJ Doyle aveva scritto una scena post-credit per il finale della serie che non era mai stata girata; in essa Deke Shaw, il personaggio di Ward, finito in una sequenza temporale alternativa, viene mostrato come direttore dello S.H.I.E.L.D. con indosso una benda sull'occhio. Ward ha aggiunto che non era confermato se Fury fosse ancora vivo o meno nella linea temporale alternativa, e che Deke avrebbe indossato la benda per "apparire potente".[45]
- Jackson ha interpretato il personaggio in alcuni videogiochi: nell'adattamento videoludico di Iron Man 2  (2010), in Disney Infinity: Marvel Super Heroes (2014) e nel suo seque, Disney Infinity 3.0 (2015).[46][47]
- Jackson ha ripreso il suo ruolo doppiandolo nella serie animata What if...?.[48]
- L'attore ricoprire i panni di Nick Fury come protagonista nella miniserie Secret Invasion e come personaggio di supporto nel film The Marvels, entrambi usciti nel 2023.[49][50]